# Bomolocha thermesialis
Bomolocha thermesialis är en fjärilsart som beskrevs av Walker 1866. Bomolocha thermesialis ingår i släktet Bomolocha och familjen nattflyn. Inga underarter finns listade i Catalogue of Life.